# Stella de Heij
Stella de Heij (Driehuis, 17 januari 1968) is een voormalig Nederlands hockeyinternational, die achttien interlands speelde voor de Nederlandse vrouwenploeg.
De Heij begon haar hockeycarrière bij Wageningen. Als reserve-keepster achter eerste keuze Jacqueline Toxopeus nam De Heij, lid van Kampong uit Utrecht, deel aan één Olympische Spelen: 'Atlanta 1996'. Daar eindigde de ploeg onder leiding van bondscoach Tom van 't Hek op de derde plaats door in de troostfinale op strafballen te winnen van Groot-Brittannië.
Dillianne van den Boogaard · 
Mijntje Donners · 
Willemijn Duyster · 
Stella de Heij · 
Noor Holsboer · 
Fleur van de Kieft · 
Nicky Koolen · 
Ellen Kuipers · 
Jeannette Lewin · 
Suzanne Plesman · 
Wietske de Ruiter · 
Florentine Steenberghe · 
Margje Teeuwen · 
Carole Thate · 
Jacqueline Toxopeus · 
Suzan van der Wielen ·
Coach: Tom van 't Hek